# Franco Giornelli
Franco Giornelli (Perugia, 7 febbraio 1931) è un attore italiano.
Conosciuto per aver recitato in Tiffany memorandum (1967) diretto da Sergio Grieco, La battaglia del Sinai (1969) diretto da Maurizio Lucidi ed aver interpretato, diretto e sceneggiato Il matto (1980).

## Filmografia

### Attore
- Tiffany memorandum, regia di Sergio Grieco (1967)
- L'avventuriero, regia di Terence Young (1967)
- El Desperado, regia di Franco Rossetti (1967)
- Gente d'onore, regia di Folco Lulli (1967)
- Qualcuno ha tradito, regia di Franco Prosperi (1967)
- Execution, regia di Domenico Paolella (1968)
- La battaglia del Sinai, regia di Maurizio Lucidi (1969)
- Una ragazza piuttosto complicata, regia di Damiano Damiani (1969)
- Probabilità zero, regia di Maurizio Lucidi (1969)
- Sledge (A Man Called Sledge), regia di Vic Morrow (1970)
- Contratto carnale, regia di Giorgio Bontempi (1973)
- Madigan - Serie tv (1973)
- La polizia accusa: il Servizio Segreto uccide, regia di Sergio Martino (1975)

### Regista e attore
- Il matto (1980)